# Rots
Rots es una comuna nueva francesa situada en el departamento de Calvados, de la región de Normandía.

## Historia
Fue creada el uno de enero de 2016, en aplicación de una resolución del prefecto de Calvados de 22 de diciembre de 2015 con la unión de las comunas de Lasson, Rots y Secqueville-en-Bessin, pasando a estar el ayuntamiento en la antigua comuna de Rots.

## Demografía
| Gráfica de evolución demográfica de Rots entre 1800 y 2014 |
|                                                            |

Los datos entre 1800 y 2014 son el resultado de sumar los parciales de las tres comunas que forman la nueva comuna de Rots, cuyos datos se han cogido de 1800 a 1999, para las comunas de Lasson, Rots y Secqueville-en-Bessin de la página francesa EHESS/Cassini. Los demás datos se han cogido de la página del INSEE.

## Composición
| Comuna delegada       | Código INSEE | Población (2013) | Superficie (km²) | Densidad (hab./km²) |
| --------------------- | ------------ | ---------------- | ---------------- | ------------------- |
| Lasson                | 14356        | 581              | 4.02             | 145                 |
| Rots                  | 14543        | 1418             | 12.22            | 116                 |
| Secqueville-en-Bessin | 14670        | 388              | 7.16             | 5.4                 |